# Лан Шишан
Лан Шишан (1231 - ? ) — Советник Хубилая,родился в городе Бишбалык, столице уйгурского идикутства.Оставался советником до конца своих дней.

## Биография
В 1259 году умер хан Мункэ,чтобы сохранить столицу Каракорум,Ариг-Буга пытался захватить власть,собрав курултай.Лан Шишан посоветовал Хубилаю в 1260 году провосгласить себя правителем в Кайпине.Началась война Толуидов между Хубилаем и Ариг Бугой,в которой Ариг Буга потерпел поражение.В 1271 году Хубилай провозгласил основание Империи Юань.